# Ascyssa
Ascyssa é um gênero de esponja marinha da família Leucosoleniidae.

## Espécies
- Ascyssa acufera Haeckel, 1870
- Ascyssa coralloides (Haeckel, 1870)
- Ascyssa troglodytes Haeckel, 1870